# Current Medicinal Chemistry
Current Medicinal Chemistry, abgekürzt Curr. Med. Chem., ist eine wissenschaftliche Fachzeitschrift, die vom Bentham Science-Verlag veröffentlicht wird. Die Zeitschrift erscheint derzeit mit 42 Ausgaben im Jahr. Es werden Arbeiten veröffentlicht, die sich mit medizinischer Chemie und rationaler Arzneimittelentwicklung beschäftigen.
Der Impact Factor lag im Jahr 2019 bei 4,184. Nach der Statistik des ISI Web of Knowledge wird das Journal mit diesem Impact Factor in der Kategorie Biochemie und Molekularbiologie an 81. Stelle von 289 Zeitschriften, in der Kategorie medizinische Chemie an sechster Stelle von 59 Zeitschriften und in der Kategorie Pharmakologie und Pharmazie an 47. Stelle von 254 Zeitschriften geführt.